# تیچنگوئیه
تیچنگوئیه یک روستا در ایران است که در شهرستان سیرجان واقع شده‌است.